# Sune Mangs
Bengt Sune Mangs (født 31. december 1932, død 11. februar 1994) var en svensk skuespiller, der medvirkede i mere end 35 film mellem 1953 og 1990. Disse inkluderede blandt andet Bamse (1968), Picassos eventyr (1978), Fanny og Alexander (1982) og Ravnens skygge (1988).
Mangs ligger begravet på Skogskyrkogården i Stockholm.

## Udvalgt filmografi
- Fartfeber (1953)
- Tyvernes glade dage (1958)
- Laila (1958)
- Frøken Chic (1959, ukrediteret)
- Sovekammertyven (1959, ukrediteret)
- Skal vi elske? (1961, ukrediteret)
- Bil-professoren (1965)
- Niklasons (tv-serie, 1965)
- Bamse (1968, ukrediteret)
- Picassos eventyr (1978)
- Forbudt for børn (1979)
- Sverige åt svenskarna (1980)
- Sejled' op ad åen (1981)
- Fanny og Alexander (1982)
- Ravnens skygge (1988)